# Antrophyum parvulum
Antrophyum parvulum är en kantbräkenväxtart som beskrevs av Bl. Antrophyum parvulum ingår i släktet Antrophyum och familjen Pteridaceae. Inga underarter finns listade.